# Berkeley in the Sixties
Pour plus de détails, voir Fiche technique et Distribution.
Berkeley in the Sixties est un film américain réalisé par Mark Kitchell, sorti en 1990.

## Synopsis
Le film revient sur le Free Speech Movement, né dans l'université de Californie à Berkeley et commençant par les audiences du House Un-American Activities Committee à l'hôtel de ville de San Francisco.

## Fiche technique
- Titre : Berkeley in the Sixties
- Réalisation : Mark Kitchell
- Scénario : Susan Griffin, Mark Kitchell et Stephen Most
- Photographie : Stephen Lighthill
- Montage : Veronica Selver
- Narratrice : Susan Griffin
- Production : Mark Kitchell
- Société de production : Kitchell Films et P.O.V. Theatricals
- Société de distribution : California Newsreel (États-Unis)
- Pays :  États-Unis
- Genre : Documentaire
- Durée : 117 minutes
- Dates de sortie : 
  -  États-Unis : 26 septembre 1990 (New York)

## Distinctions
Le film a été nommé à l'Oscar du meilleur film documentaire.